# York Cottage
York Cottage es la antigua casa del duque y la duquesa de York, una casa relativamente pequeña ubicada en Sandringham, Norfolk. Se utiliza actualmente como la Oficina de Bienes de Sandringham House. Una parte de la construcción también se utiliza como vivienda y alojamiento vacacional para los empleados de la finca. Cuando eran duques de York, el futuro rey Jorge V del Reino Unido y su esposa María eligieron York Cottage como lugar de residencia después de contraer matrimonio en 1893, fue también en esta casa donde nació Jorge VI en 1895.